# 147-ма винищувальна авіаційна дивізія (СРСР)
147-а винищувальна авіаційна дивізія ВПС ВМФ (в/ч 35585) — військове з'єднання СРСР часів Німецько-радянської війни.

## Історія
Сформована 16 листопада 1941 року, як 147-а авіаційна дивізія.
На підставі усного розпорядження Заступника Командувача Винищувальної Авіації ППО Території Країни, командир 147 Винищувальної авіаційної дивізії полковник Демідов, своїм наказом від 12 липня 1942 року №0082 поклав відповідальність на майора Кримова та батальйонного комісара Кваснова за формування із особового складу та матеріальної частини, що залишились від вибувших на фронт 4-го та 721-го винищувальних авіаційних полків, нового винущувального авіаційного полку. Визначений строк завершення формування 15 липня 1942 року. Полк був сформований у вказаний строк в складі двох ескадрилей.
Наказом Командувача Винищувальної Авіації ППО ТК від 31.7.1942 №0062 сформованому полку присвоєно номер 959. 959 ВАП включено до складу 147 ВАД з місцем дислокації аеродром Дядьково-Ярославль. 16 серпня 1942 року полк переходить на штат №015/134 і розпочинає формування третьої ескадрильї.
В січні 1942 року була передана з ВПС Московського округу до військ ППО території країни і отримала назву 147-а винищувальна авіаційна дивізія ППО.
В лютому 1946 року був розформований 429-й винищувальний авіаційний полк ППО.

## Склад дивізії
- 4-й винищувальний авіаполк ППО
- 34-й винищувальний авіаційний полк ППО
- 404-й винищувальний авіаційний полк ППО
- 429-й винищувальний авіаційний полк ППО
- 564-й винищувальний авіаційний полк ППО
- 959-й винищувальний авіаційний полк ППО